# Rue des Sports
La rue des Sports (en occitan : carrièra de los Espòrts) est une voie de Toulouse, chef-lieu de la région Occitanie, dans le Midi de la France.

## Situation et accès

### Description
La rue des Sports est une voie publique. Elle traverse le quartier des Sept-Deniers.
Elle naît du port de l'Embouchure, au niveau du vaste carrefour qui se forme au croisement de l'échangeur no 20 de l'autoroute A620, de la rue des Sports, de la route de Blagnac et de la rue Paul-Bernies. Longue de 476 mètres et large de 12 mètres, elle est orientée au nord. Elle se termine au carrefour de la rue Jean-Gayral.
La chaussée compte une seule voie de circulation automobile à double-sens. Elle appartient à une zone 30 et la vitesse y est limitée à 30 km/h. Il n'existe pas d'aménagement cyclable.

### Voies rencontrées
La rue des Sports rencontre les voies suivantes, dans l'ordre des numéros croissants (« g » indique que la rue se situe à gauche, « d » à droite) :
1. Port de l'Embouchure (g)
2. Autoroute A620/périphérique - Échangeur no 20 (d)
3. Rue Jean-Gayral

### Transports
La rue des Sports n'est pas directement desservie par les transports en commun Tisséo. Elle aboutit cependant, au sud, au port de l'Embouchure, parcouru par les lignes du Linéo L1 et de bus 70.
La station de vélos en libre-service VélôToulouse la plus proche est la station no 131 (15 rue Paul-Bernies).

## Odonymie
La rue, aménagée en 1924, tient son nom du Parc des sports du Stade toulousain, qu'elle longeait (emplacement de l'actuel échangeur no 20 de l'autoroute A620).

## Patrimoine et lieux d'intérêt

### Établissements scolaires

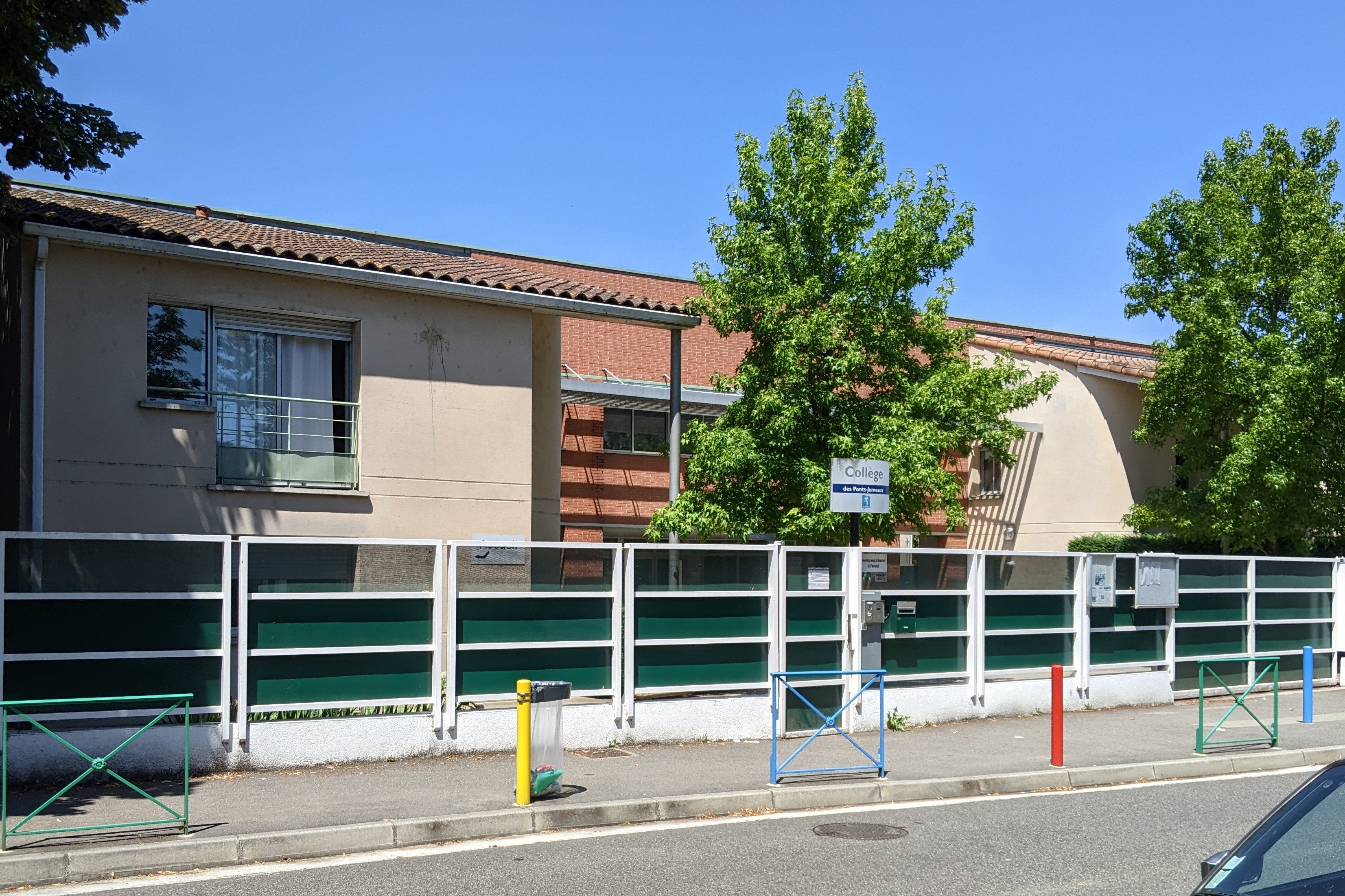
no 11 : collège des Ponts-Jumeaux.

- no  9 : école maternelle du Petit-Gragnague.
L'école maternelle du Petit-Gragnague est aménagée dans les bâtiments du château du Petit-Gragnague. Le domaine de ce nom, qui a appartenu à la famille Desplats, est passé en 1651 à Jean-Georges de Caulet, juge-mage au présidial, qui a épousé Jeanne Desplats, fille et héritière de Jean-Pierre Desplats, président au parlement et seigneur de Gragnague, qui avait son hôtel au cœur de la ville (actuelles impasse Saint-Géraud et no 45 rue des Tourneurs). Le château est probablement construit ou du moins profondément remanié dans la première moitié du XVIIIe siècle par son fils, Joseph de Caulet. Il passe en 1752 à François-Joseph de Portes de Pardailhan (1701-1759), président au parlement, qui demeure à l'hôtel d'Orbessan à la suite de son mariage avec Henriette d'Aignan d'Orbessan (actuel no 11 rue Mage). Pendant la Seconde Guerre mondiale, le château devient un foyer pour les réfugiés belges. C'est dans les années 1950 qu'il est affecté à l'école maternelle.
Le bâtiment, de style classique, se compose d'un corps central à un étage, encadré par deux ailes latérales plus basses. La façade principale est symétrique et orientée au sud-est. Le corps principal, large de trois travées, est ouvert au rez-de-chaussée par des fenêtres segmentaires, dont les crossettes descendent sous les appuis, et séparées par des pilastres à bossage. Au centre, la porte est en plein cintre. Au 1er étage, les fenêtres sont rectangulaires et séparées par des pilastres à chapiteaux ioniques[1].

- no  11 : collège des Ponts-Jumeaux (deuxième moitié du XXe siècle).

### Maisons et immeubles
- no  21 : maison (deuxième quart du XXe siècle)[2].
- no  31 : maison (1936)[3].
- no  37 : maison (deuxième quart du XXe siècle)[4].
- no  46 : maison (deuxième quart du XXe siècle)[5].

### Parc public
- aire de loisirs des Ponts-Jumeaux. 
L'aire de loisirs, d'une superficie de 29 200 m2, est accessible par la rue Jean-Gayral et par la rue des Sports. Elle est aménagée sur la partie subsistante du Parc des sports du Stade toulousain, démoli en 1973 à la suite de la construction de la rocade ouest (actuelle autoroute A620/périphérique) et de l'échangeur no 20. Elle possède un terrain de football, un terrain de basket et une aire de jeux pour enfants.